# Пилемен (сын Пилемена)
Пилемен (сын Пилемена) (др.-греч. Πυλαιμένης) — правитель Пафлагонии в I веке до н. э.

## Биография
Его отцом был один из сыновей Никомеда III, известный под династическим именем «Пилемен», возведённый в конце II века до н. э. вифинским царём на престол Пафлагонии в целях легитимизации захвата страны. Впоследствии сын Никомеда III был лишён трона правителем Понта Митридатом VI и, по всей видимости, погиб в ходе войны.
После поражения Митридата полководец Суллы Курион передал Пафлагонию Никомеду IV, возвратившему, в свою очередь, страну Пилемену и Атталу Эпифану — детям старшего Пилемена, своим племянникам, как «отеческую державу». По мнению О. Л. Габелко, таким образом, Никомед воздал должное своему умершему брату за его роль в совместной борьбе с понтийцами. Примечательно, что в Риме, по сути, отказались от своей прежней позиции, направленной на устранение вифинского контроля над Пафлагонией.
В 74 году до н. э. Пилемен вместе с братом были изгнаны Митридатом, а через десять лет возвращены при участии Помпея Великого во время территориальных преобразований в Азии.
По всей видимости, Пилемен умер раньше своего брата. После смерти последнего около 40 года до н. э. правителем Пафлагонии стал галатский тетрарх Кастор.